# 1405
1405 је била проста година.

## Догађаји

### Јануар
- Први скадарски рат (1405—1412) је вођен око Скадра и градова у Зетском приморју између Балше III Балшића (1403—1421) и Млетачке републике. Отпочео је побуном локалног становништва против млетачке власти, а окончан је у новембру 1412. године мировним уговором којим је стање враћено на стање од пре почетка рата.

## Смрти
- 14. фебруар — Тамерлан, татарски емир, један од највећих освајача у историји. (*1336)

### Август
- 11. новембар — Милица Хребељановић, српска кнегиња и православна светитељка. (*1335)